# Dysstroma proavia
Dysstroma proavia är en fjärilsart som beskrevs av Heydemann 1929. Dysstroma proavia ingår i släktet Dysstroma och familjen mätare. Inga underarter finns listade i Catalogue of Life.